# Ferrovia pneumatica
Ferrovia pneumatica, (o Ferrovia atmosferica), è un'espressione che designa un tipo particolare di trasporto ferroviario, che venne sperimentato nella seconda metà del XIX secolo e in seguito abbandonato, che utilizzava come propulsore la pressione atmosferica stessa per muovere un rotabile ferroviario posto entro un tunnel di sezione circolare. L'utilizzazione del sistema è rimasta fino ai giorni nostri per il trasporto di oggetti o di posta.

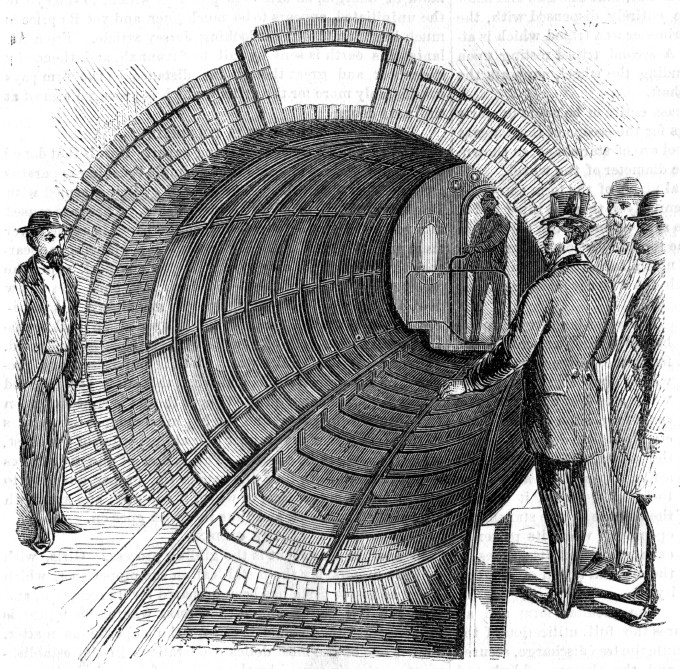
Disegno illustrativo della Beach Pneumatic Transit di New York.

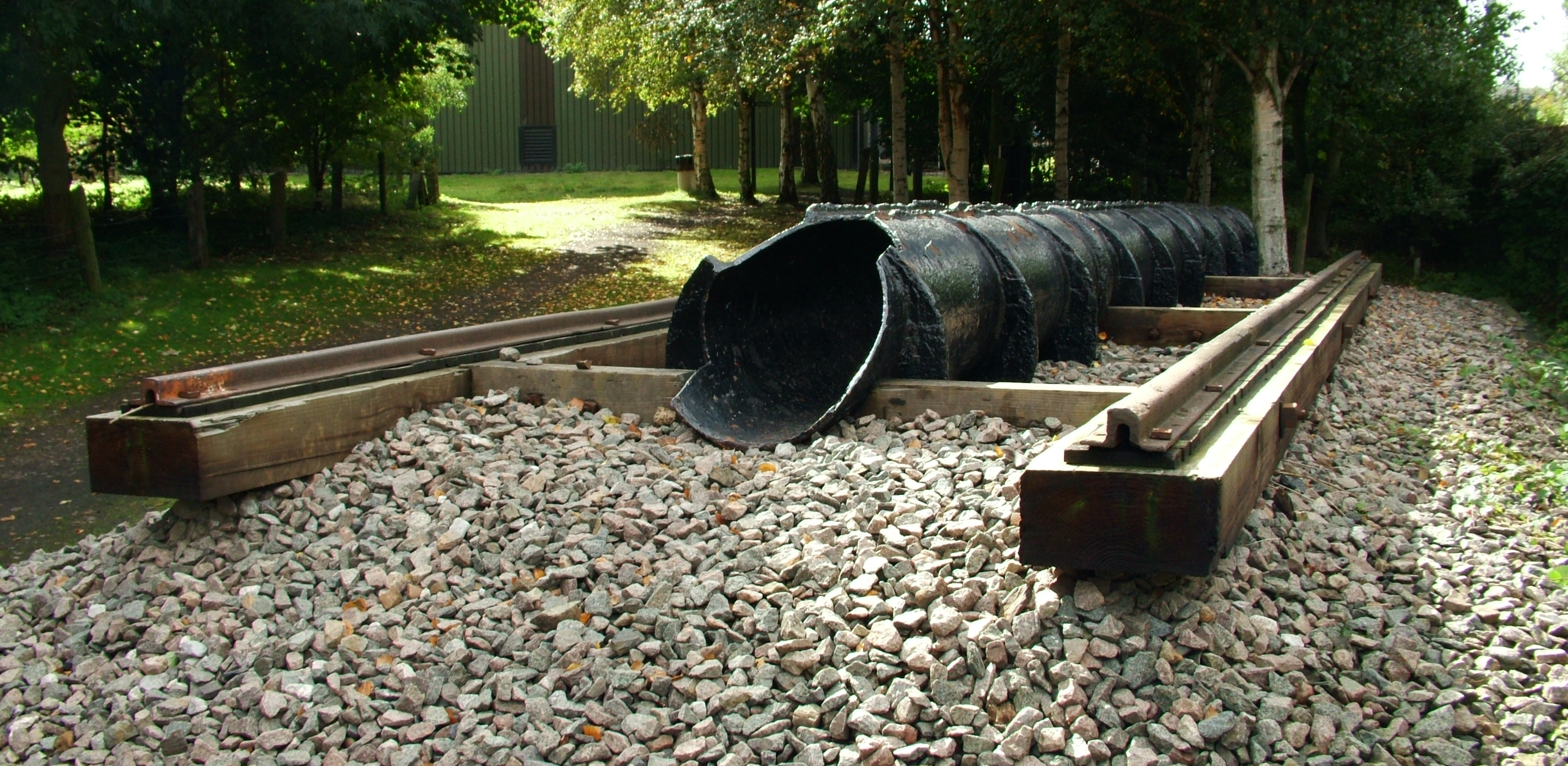
Vestigia di ferrovia pneumatica esposte al Didcot Railway Centre in Inghilterra.

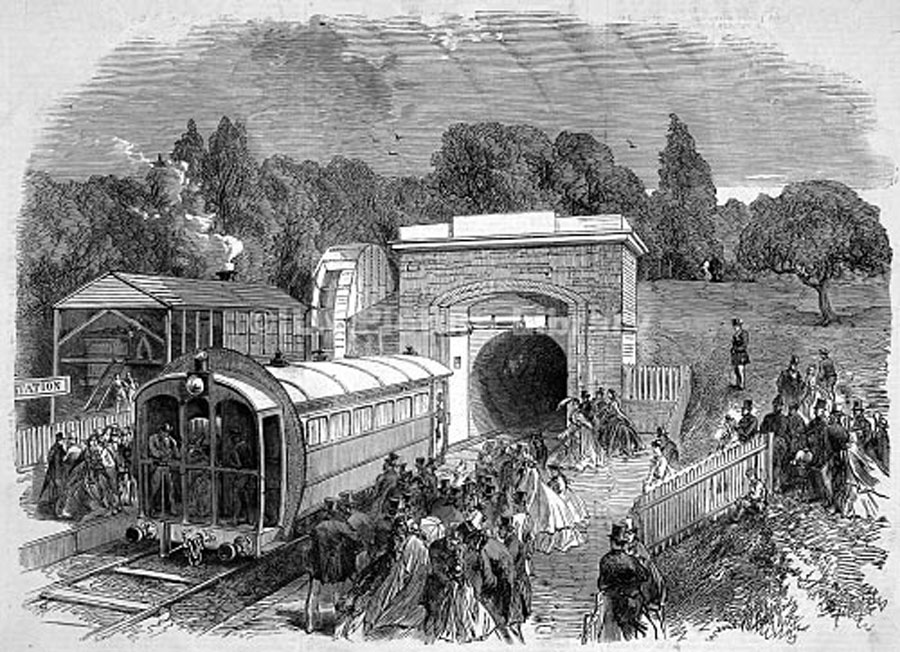
La Crystal Palace Athmosperic Railway proposta; si nota chiaramente il sistema di tenuta del veicolo prototipo utilizzato direttamente come pistone propulsore.

## Storia
Agli inizi del XIX secolo vi fu tutto un fervore di iniziative, a volte anche bizzarre, volte allo sviluppo di sistemi di trasporto che facessero a meno della tradizionale forza animale. Tra i tanti venne proposta anche una soluzione mutuata dal sistema del pistone aspirato entro un cilindro mediante una depressione; presto si affermò quindi l'idea di far spingere dalla stessa pressione atmosferica (da cui il nome del sistema), dei veicoli per passeggeri all'interno di un tunnel di sezione poco maggiore del veicolo stesso e il cui tubo di propulsione era posto al di sotto dei veicoli circolanti su rotaie; entro tale tubo scorreva il pistone propulsore davanti al quale veniva fatta una depressione mediante sistemi fissi di pompaggio. Nacque così intorno agli anni quaranta del XIX secolo la ferrovia pneumatica o, con termine di derivazione anglosassone, atmosferica.
Nel 1841 Joseph d'Aguilar Samuda pubblicò un trattato per l'utilizzo della pressione atmosferica a finalità di locomozione sulle ferrovie. Il sistema denominato Clegg-Samuda attirò l'attenzione e il sostegno di alcuni degli ingegneri ferroviari più importanti del tempo tra cui, William Cubitt, Charles Vignoles e Isambard Kingdom Brunel, ciascuno dei quali era incaricato per la costruzione di nuove linee ferroviarie. Il progetto venne duramente criticato da altri ingegneri ferroviari, in particolare Robert Stephenson e John Herapath.
Il primo utilizzo del sistema avvenne nella costruzione della Dalkey Atmospheric Railway costruita come estensione, della lunghezza di circa 3 km, della Dublin and Kingstown Railway tra Kingstown e Dalkey, nella contea di Dun Laoghaire-Rathdowne, in Irlanda. Questa linea costruita da Charles Vignoles fu operativa tra il 1844 e il 1854.
Tra il 1846 e il 1847 fu operativa la ferrovia London and Croydon Railway tra Croydon e New Cross, a Londra, in Inghilterra della lunghezza di 12 km.
Nel 1848 fu inaugurata la ferrovia South Devon Railway tra Exeter e Newton Abbot, Inghilterra di 32 km.
Una ferrovia pneumatica lunga poco più di 3 km fu attiva anche a Parigi, tra il 1847 e il 1860, nel quartiere Saint-Germain tra il Bois de Vésinet e Saint-Germain-en-Laye.
Nel 1864 venne esposto al Crystal Palace un prototipo proposto per la Whitehall Pneumatic Railway, una ferrovia pneumatica per passeggeri lunga 550 metri, che sarebbe dovuta passare sotto il fiume Tamigi, unendo la Waterloo Station e Charing Cross. Gli scavi iniziarono nel 1865 ma furono sospesi definitivamente in seguito a problemi finanziari.
Nel 1861 la ditta Pneumatic Despatch Company costruì un sistema di trasporto di grossi colli delle dimensioni sufficienti a muovere anche una persona. Il 10 ottobre 1865 l'inaugurazione della nuova stazione di Holborn venne fatta trasportando il Duca di Buckingham, l'amministratore in capo e alcuni dei direttori della compagnia che vennero "soffiati", in 5 minuti, all'interno del tubo fino alla Euston Tube Station.

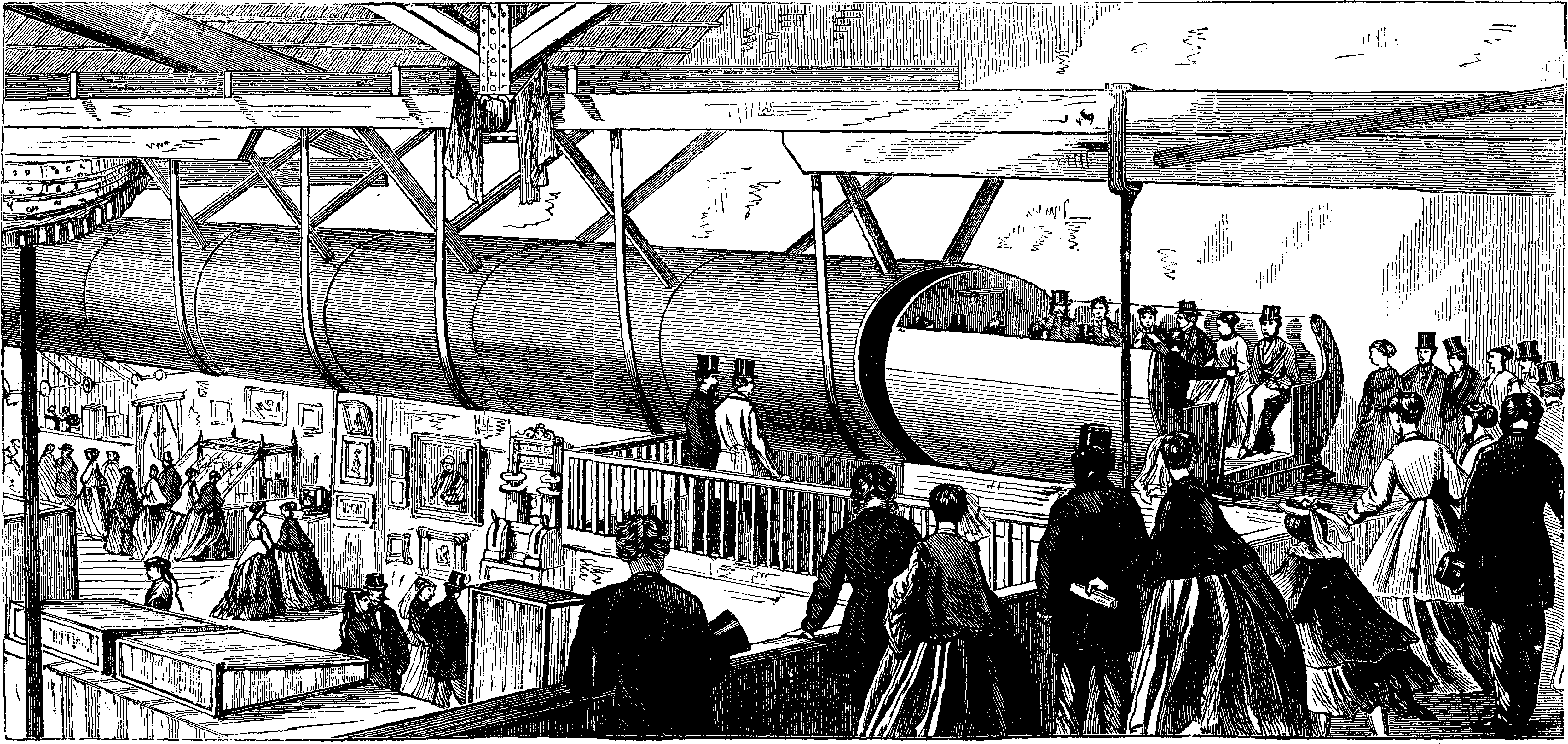
Metropolitana sperimentale sopraelevata costruita da Alfred Ely Beach, in mostra all'Esposizione Universale del 1867.

Nel 1867 nella mostra tenuta dall'American Institute di New York, Alfred Ely Beach dimostrava come un condotto del diametro di 1,8 m e della lunghezza di 32,6 m fosse capace di muovere 12 passeggeri più il conducente. Nel 1869 la Beach Pneumatic Transit Company di New York costruiva segretamente una linea di metropolitana sotterranea lunga 95 m, del diametro di 2,7 m sotto a Broadway. La linea rimase in operatività soltanto per pochi mesi e fu chiusa dopo che a Beach venne negato il permesso per estenderla.
Il sistema tuttavia presentava molte limitazioni tecnico-funzionali per cui venne presto abbandonato e relegato al trasporto di posta, di piccoli colli o merci entro tubi all'interno di edifici, stabilimenti o località di servizio.
Negli anni sessanta l'idea venne ripresa, pur se modificata profondamente nella progettazione; l'azienda aerospaziale Lockheed ed il Massachusetts Institute of Technology, con il patrocinio dello United States Department of Commerce, effettuarono studi di fattibilità su un sistema, denominato Vactrain che sarebbe stato alimentato dalla pressione atmosferica ambientale con l'assistenza di una serie di "pendole gravitazionali", che nelle intenzioni dei progettisti, avrebbe potuto collegare alcune città della East Coast degli USA. Calcolarono che il viaggio tra Filadelfia e New York si poteva svolgere ad una media di 626 km/h, ma i progetti vennero abbandonati per il loro costo eccessivo. L'ingegnere della Lockheed L.K. Edwards decise allora di fondare la Tube Transit Inc. per sviluppare tecnologie basate sul trasporto a propulsione da vuoto generato dalla gravità. Nel 1967 propose il Bay Area Gravity-Vacuum Transit per la California che doveva essere aggiunto ai viadotti e ponti allora in costruzione, nel sistema BART che connette San Francisco con altre città della zona. Il sistema non superò lo stadio di pre-progettazione.

## Caratteristiche e limiti del sistema

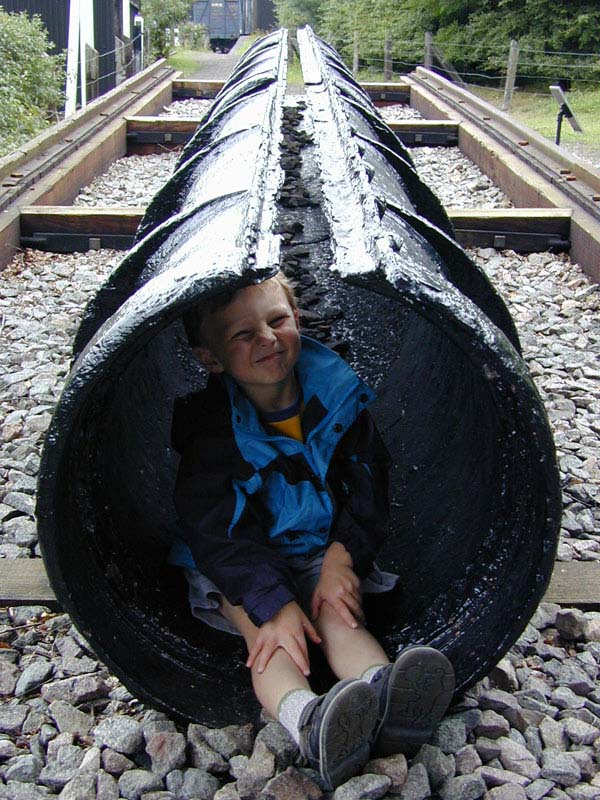
Vista del tubo di depressione con la feritoia superiore di scorrimento; sono mancanti le guarnizioni di tenuta.

Il sistema alla base del trasporto pneumatico è essenzialmente basato sull'estrazione dell'aria da un tubo entro il quale è libero di muoversi un pistone che, spinto dalla pressione atmosferica dal lato opposto a quello da cui viene fatto il vuoto spingerà anche il veicolo a cui è collegato.
Per fare il vuoto occorrono due sistemi di pompaggio fisso ad ambedue le estremità della ferrovia, che entrino in funzione alternativamente a seconda del senso di marcia del treno. Il lato opposto alla pompa di depressione in funzione viene lasciato aperto per permettere l'entrata dell'aria atmosferica. Il sistema si presenta pulito, privo di fumi o gas di scarico e abbastanza silenzioso in quanto i veicoli sono del tutto privi di motori di trazione.
Il primo dei limiti, che ha condizionato fortemente la diffusione del sistema, è la difficoltà di mantenere la tenuta del tubo depressore soprattutto con i limitati mezzi del tempo che consistevano essenzialmente in guarnizioni di tenuta in cuoio. Il secondo la necessità di far funzionare a regime le stazioni di pompaggio. Infine la limitata possibilità di estensione in lunghezza dati i problemi precedenti e la scarsissima flessibilità del sistema.
Il sistema è stato sviluppato anche rendendo tutto il rotabile un pistone a tenuta e la galleria in cui esso si muove un grande tubo di depressione. Un'estensione moderna è il proposto sistema Swissmetro.